# Liste der italienischen Botschafter in der Türkei

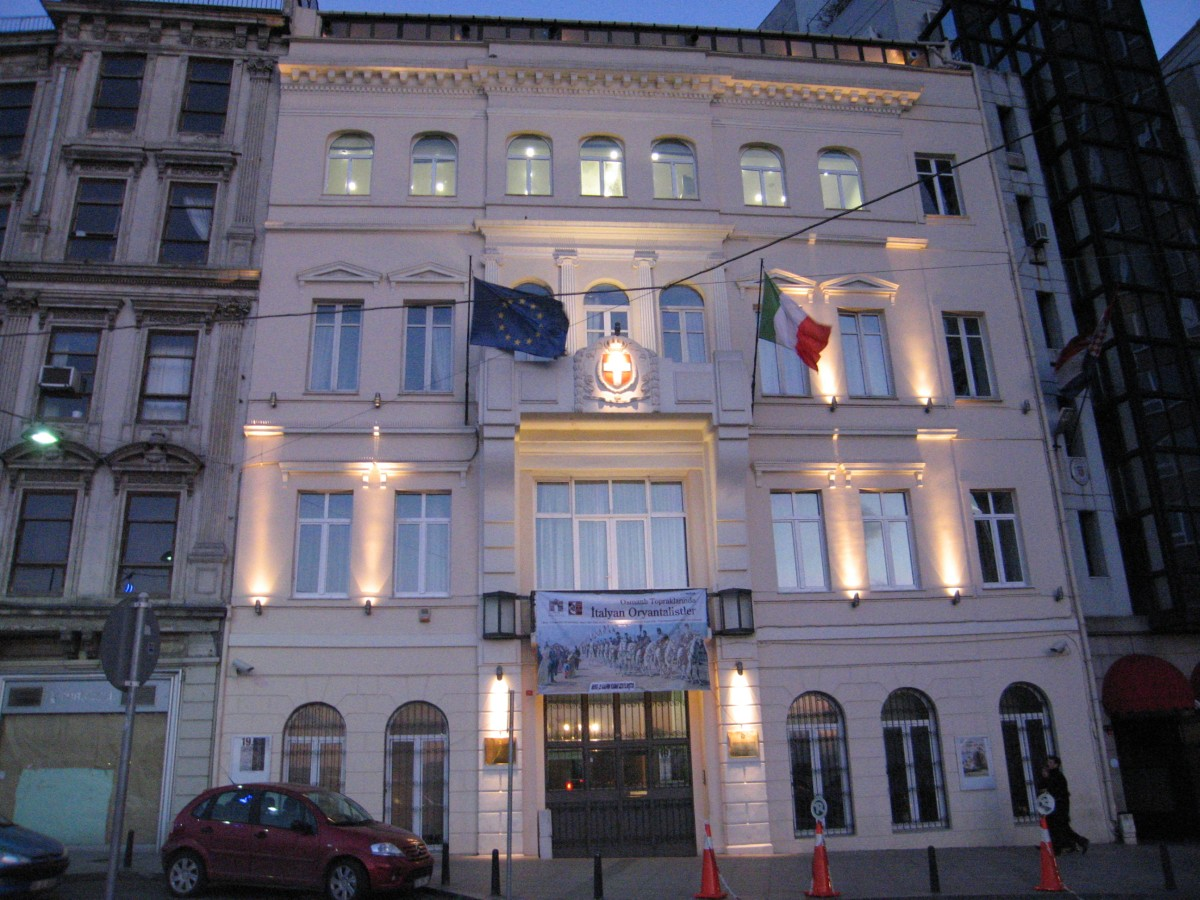
Ehemalige Botschaft des Königreichs Italien beim Sultan, heute Sitz des Italienischen Kulturinstituts in Istanbul, 300 Meter nordwestlich des Venedik Sarayı in Beyoğlu

Liste der italienischen Botschafter in Konstantinopel und Ankara
Ab dem 13. Jahrhundert wurden venetianische Baili nach Konstantinopel entstand. Die Bailos residierten im Venedik Sarayı, einem Palast in der venezianischen Kolonie Beyoğlu, der nach dem Untergang der Serenissima zunächst an Österreich-Ungarn kam und erst 1919 Sitz der Botschaft des Königreichs Italien wurde. Am 13. Oktober 1923 wurde Ankara Hauptstadt der Türkei, die Adresse der Botschaft wurde Atatürk Bulvari, 118, Kavaklıdere. Das Venedik Sarayı wurde zweite Residenz des italienischen Botschafters in der Türkei sowie Sitz des italienischen Generalkonsulats in Istanbul. In dem Gebäude in Tepebaşı, Beyoğlu, in dem sich bis zum Ersten Weltkrieg die italienische Botschaft befand, ist ein Italienisches Kulturinstitut untergebracht.

## Missionschefs

### Italienische Botschafter im Osmanischen Reich
| Ernennung/Akkreditierung | Name                                 | Bemerkungen                                                                                               | ernannt von                          | akkreditiert während der Regierung von | Posten verlassen |
| ------------------------ | ------------------------------------ | --- | ------------------------------------ | -------------------------------------- | ---------------- |
| 25. Sep. 1856            | Giacomo Durando                      | | Viktor Emanuel II.                   | Abdülmecid I.                          | 1861             |
| 13. Juli 1861            | Marcello Cerruti                     | | Bettino Ricasoli                     | Abdülaziz                              | 1862             |
| 26. Juni 1862            | Camillo Caracciolo Di Bella          | | Urbano Rattazzi                      | Abdülaziz                              | 1863             |
| 27. Aug. 1863            | Giuseppe Greppi                      | | Marco Minghetti                      | Abdülaziz                              | 1866             |
| 18. März 1866            | Emilio Visconti-Venosta              | | Marco Minghetti                      | Abdülaziz                              | 1867             |
| 2. Mai 1867              | Giuseppe Bertinatti                  | | Urbano Rattazzi                      | Abdülaziz                              | 1869             |
| 24. Mai 1869             | Raffaele Ulisse Barbolani            | | Urbano Rattazzi                      | Abdülaziz                              | 1875             |
| 17. Juli 1875            | Luigi Corti                          | | Marco Minghetti                      | Abdülaziz                              | 1880             |
| 11. Feb. 1886            | Francesco Galvagna                   | | Agostino Depretis                    | Murad V.                               | 1886             |
| 3. Feb. 1887             | Alberto Blanc                        | Botschafter                                                                                               | Francesco Crispi                     | Murad V.                               |                  |
| 2. Okt. 1891             | Costantino Ressman                   | | Antonio Starabba, Marchese di Rudinì | Murad V.                               |                  |
| 3. Mai 1892              | Luigi Avogadro di Collobiano Arborio | | Giovanni Giolitti                    | Murad V.                               |                  |
| 1894                     | Tommaso Catalani                     | (* 28. April 1843 in Catania; † 28. Juli 1895 in der Türkei) von 1888 bis 1889 Geschäftsträger in London. | Francesco Crispi                     | Murad V.                               | 28. Juli 1895    |
| 24. Okt. 1895            | Alberto Pansa                        | ernannt 15. September 1895                                                                                | Francesco Crispi                     | Murad V.                               |                  |
| 1. März 1896             | Alberto De Foresta                   | Gesandtschaftsrat                                                                                         | Antonio Starabba, Marchese di Rudinì | Murad V.                               |                  |
| 29. Feb. 1896            | Riccardo Bollati                     | Gesandtschaftssekretär                                                                                    | Antonio Starabba, Marchese di Rudinì | Murad V.                               |                  |
| 29. Feb. 1896            | Carlo Bollati                        | Gesandtschaftssekretär                                                                                    | Antonio Starabba, Marchese di Rudinì | Murad V.                               |                  |
| 1903                     | Obizzo Malaspina di Carbonara        | | Giovanni Giolitti                    | Murad V.                               |                  |
| Jan. 1904                | Guglielmo Imperiali di Francavilla   | | Giovanni Giolitti                    | Murad V.                               | 1909             |
| 1910                     | Edmondo Mayor des Planches           | | Luigi Luzzatti                       | Mehmed V.                              |                  |
| 21. Juli 1911            | Eugenio Camillo Garroni              | | Antonio Salandra                     | Mehmed V.                              | Aug. 1915        |

### Italienische Hochkommissare im Osmanischen Reich
| Ernennung/Akkreditierung | Name                    | Bemerkungen                                   | ernannt von               | akkreditiert während der Regierung von | Posten verlassen |
| ------------------------ | ----------------------- | --------------------------------------------- | ------------------------- | -------------------------------------- | ---------------- |
| Nov. 1918                | Carlo Sforza            | Italienischer Hochkommissar in Konstantinopel | Vittorio Emanuele Orlando | Mustafa Kemal Atatürk                  | Jan. 1919        |
| Sep. 1920                | Eugenio Camillo Garroni | Italienischer Hochkommissar in Konstantinopel | Francesco Saverio Nitti   | Mustafa Kemal Atatürk                  | 22. Okt. 1923    |

### Italienische Botschafter in der Türkei
| Ernennung/Akkreditierung | Name                       | Bemerkungen                                     | ernannt von          | akkreditiert während der Regierung von | Posten verlassen |
| ------------------------ | -------------------------- | ----------------------------------------------- | -------------------- | -------------------------------------- | ---------------- |
| 3. Nov. 1925             | Luca Orsini Baroni         | Amtssitz Istanbul                               | Benito Mussolini     | Hüseyin Rauf Bey                       | 1929             |
| 1929                     | Pompeo Aloisi              | Amtssitz Ankara                                 | Benito Mussolini     | Ali Fethi Bey                          | 1932             |
| 1932                     | Vincenzo Lojacono          |                                                 | Benito Mussolini     | Ali Fethi Bey                          | 1934             |
| 1936                     | Carlo Galli                |                                                 | Benito Mussolini     | Ali Fethi Bey                          | 21. Juni 1938    |
| 24. Aug. 1938            | Ottavio de Peppo           |                                                 | Benito Mussolini     | Ali Fethi Bey                          |                  |
| Feb. 1943                | Raffaele Guariglia         | (* 1889 in Neapel)                              | Pietro Badoglio      | Ahmet Fikri Tüzer                      |                  |
| 6. Sep. 1943             | Guido Rocco                | (* 26. November 1886; † 2. Mai 1959)            | Pietro Badoglio      | Ahmet Fikri Tüzer                      |                  |
| 1950                     | Luca Pietromarchi          |                                                 | Ferruccio Parri      | Adnan Menderes                         | 25. Juli 1958    |
| 1960                     | Massimo Magistrati         | (* 1899 in Gallarate)                           | Fernando Tambroni    | Cemal Gürsel                           |                  |
| 1961                     | Mario Luciolli             |                                                 | Amintore Fanfani     | Cemal Gürsel                           | 1964             |
| 1973                     | Giorgio Smoquina           | (* 14. März 1915 in Trieste)                    | Mariano Rumor        | Mehmet Naim Talu                       |                  |
| 1980                     | Eric Da Rin                |                                                 | Francesco Cossiga    | Bülent Ulusu                           |                  |
| 4. Jan. 1988             | Giorgio Franchetti Pardo   | (* 14. Dezember 1928 in Rom)                    | Ciriaco De Mita      | Turgut Özal                            | 1. März 1993     |
| 23. März 1993            | Luigi Maria Fontana Giusti | [ 6 ]                                           | Carlo Azeglio Ciampi | Tansu Çiller                           |                  |
| 22. März 1997            | Massimiliano Bandini       | (* 30. Juni 1932 in Florenz)                    | Romano Prodi         | Mesut Yılmaz                           |                  |
| 5. Juli 1999             | Vittorio Claudio Surdo     | (* 26. November 1943 in Cupra Montana (Ancona)) | Massimo D’Alema      | Bülent Ecevit                          | 2. Feb. 2004     |
| Feb. 2004                | Carlo Marsili              |                                                 | Silvio Berlusconi    | Recep Tayyip Erdoğan                   | 11. Juni 2010    |
| 24. Juli 2010            | Gianpaolo Scarante         | (* 15. Juli 1950 in Venedig)                    | Silvio Berlusconi    | Recep Tayyip Erdoğan                   |                  |
| 13. März 2015            | Luigi Mattiolo             |                                                 | Matteo Renzi         | Recep Tayyip Erdoğan                   | 19. Dez. 2018    |
| 19. Dez. 2018            | Andrea Filippo Colombo     | Geschäftsträger                                 | Giuseppe Conte       | Recep Tayyip Erdoğan                   |                  |
| 8. Jan. 2019             | Massimo Galani             |                                                 | Giuseppe Conte       | Recep Tayyip Erdoğan                   | 3. Jan. 2022     |
| 3. Jan. 2022             | Giorgi Marrapodi           |                                                 | Mario Draghi         | Recep Tayyip Erdoğan                   |                  |